# الفردو اورتونیو
الفردو اورتونیو (انگلیسی: Alfredo Ortuño؛ زادهٔ ۲۱ ژانویهٔ ۱۹۹۱) بازیکن فوتبال اهل اسپانیا است که در پست مهاجم برای تیم کارتاخنا بازی می‌کند.
از باشگاه‌هایی که در آن بازی کرده‌است می‌توان به باشگاه فوتبال اکسترمادورا، رئال سالت لیک، باشگاه ورزشی رئال مایورکا، باشگاه فوتبال رئال ساراگوسا، باشگاه فوتبال ژیرونا، باشگاه فوتبال آلباسته بالومپیه، باشگاه فوتبال لاس پالماس، باشگاه فوتبال کادیس، و باشگاه فوتبال گرانادا اشاره کرد.